# 제20회 카를로비바리 국제 영화제
제20회 카를로비바리 국제 영화제는 1976년 7월 7일에 열린 시상식이다.

## 수상 및 후보

### 대상(장편)
- Cantata de Chile - Humberto Solás 수상

### 심사위원특별상(장편)
- Vilna zona - Eduard Zachariev 수상
- 할라(영어판) - 우스만 셈벤 수상

### 여우주연상(장편)
- Mann gegen Mann - Karin Schröder 수상
- Jeder stirbt für sich ellain - Hildegard Knef 수상

### 남우주연상(장편)
- 야로스와프 다브로스키 - 지그먼트 말라노위즈 수상
- Jeder stirbt für sich ellain - Gheorghe Dinica 수상